# Кам'янчани
Кам'янча́ни — село в Україні, у Криничанській селищній громаді Кам'янського району Дніпропетровської області.
Населення — 169 мешканців.

## Географія
Село Кам'янчани знаходиться у одного з витоків річки Базавлук, примикає до села Улянівка, на відстані 0,5 км розташоване село Червоноіванівка.

## Населення

### Мова
Розподіл населення за рідною мовою за даними перепису 2001 року:
| Мова            | Відсоток |
| --------------- | -------- |
| українська      | 93,5 %   |
| російська       | 5,9 %    |
| інші/не вказали | 0,6 %    |